# Geoffrey Moore
Geoffrey Robert  Moore (* 28. Juli 1966 in Großbritannien) ist ein britischer Gastronom,   Schauspieler und Filmproduzent.

## Leben

### Privatleben
Geoffrey Moore ist der Sohn von Roger Moore, aus dessen dritter Ehe mit der italienischen Schauspielerin Luisa Mattioli. Seine Geschwister Deborah Moore und Christian sind bzw. waren ebenfalls im Filmgeschäft aktiv. Verheiratet ist er mit Loulou Hainsworth, die als Broker arbeitet.

### Karriere im Filmgeschäft und als Gastronom
Seine erste kleine Filmrolle hatte er als Wainwright im Fernsehfilm Dr. Jekyll and Mr. Hyde (1973) an der Seite von Kirk Douglas und Donald Pleasence. Es folgte 1976 die Rolle als Scott Adler, dem Sohn von Sherlock Holmes und Irene Adler im Film Sherlock Holmes in New York an der Seite seines Vaters, der dort Sherlock Holmes verkörperte. Eine weitere Zusammenarbeit mit seinem Vater folgte, als er in James Bond 007 – Im Angesicht des Todes als Regieassistenz tätig war. Seine erste größere Filmrolle gab ihm Willy Bogner junior in seinem Actionfilm Feuer, Eis & Dynamit. 2004 brachte ihn Bond-Produzentin Barbara Broccoli als Kandidat für die Nachfolge von Pierce Brosnan für die Rolle als James Bond ins Spiel, letzten Endes wurde die Rolle jedoch an Daniel Craig vergeben.
Seit 1999 ist er vor allem als Gastronom tätig und Miteigentümer des Londoner Restaurants Hush. Einen Ableger vom Hush eröffnete er in Gstaad. Zusammen mit seinem Vater produzierte er den Pilotfilm eines Remakes der Fernsehserie Simon Templar.

## Filmografie (Auswahl)
- 1973: Dr. Jekyll and Mr. Hyde
- 1976: Sherlock Holmes in New York
- 1988: Dance – Ein Gefühl stärker als die Liebe (Dance)
- 1985: James Bond 007 – Im Angesicht des Todes (A View to a Kill) (als dritte Regieassistenz)
- 1990: Feuer, Eis & Dynamit (Fire, Ice & Dynamite)
- 1992: Heiße Girls eiskalt (Hard Hunted)
- 1993: Heiße Girls mit Straps und Knarre (Fit to Kill)